# Catharina Gasthuis (gebouw Oosthaven Gouda)

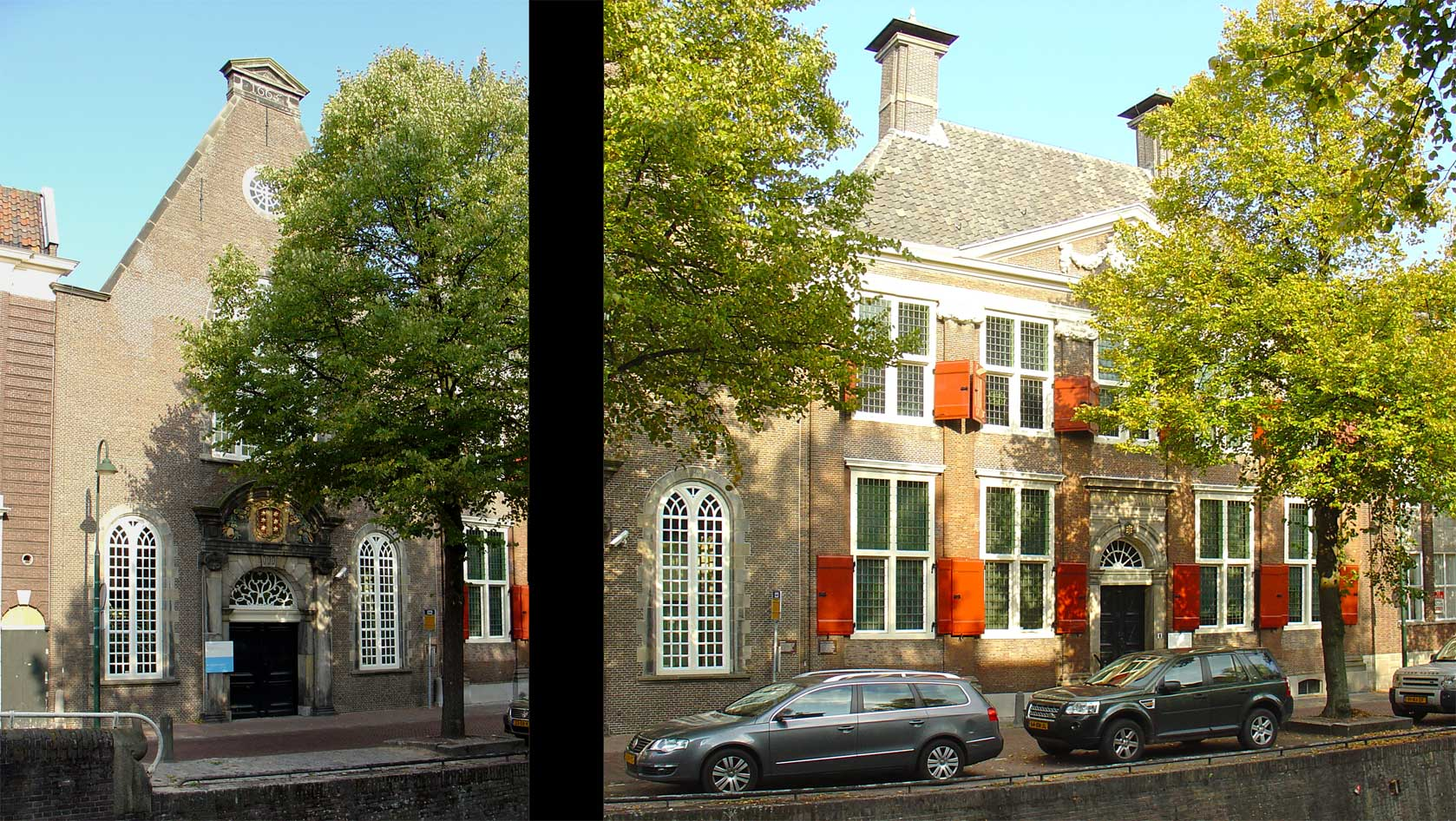
Het Catharina Gasthuis aan de Oosthaven te Gouda, links de gasthuiskapel, rechts het gasthuis

Het Catharina Gasthuis was oorspronkelijk een ziekenhuis aan de Oosthaven in de Nederlandse plaats Gouda. Sinds 1947 is er een museum in gevestigd.
Het gasthuis maakte waarschijnlijk ooit deel uit van het complex, dat de heren van der Goude in de 13e eeuw in deze omgeving bezaten, een motte een hofstede en een hofkapel. De gevels aan de voorzijde aan de Oosthaven dateren uit 1665 en zijn waarschijnlijk ontworpen door de bouwmeester Pieter Post.
Het gebouw heeft tot 1910 dienstgedaan als ziekenhuis tot de komst van het Van Itersonziekenhuis. Daarna werd het gebruikt als Bestedelingenhuis voor de huisvesting van armlastige ouden van dagen. In 1947 werd het stedelijk museum verplaatst van Arti Legi op de Markt naar dit gebouw en kreeg als naam het Stedelijk Museum het Catharina Gasthuis.

## Kapel
De kapel werd gebouwd in 1474. De grote zaal waarschijnlijk na 1542. Oorspronkelijk behoorde de kapel, als gasthuiskapel, bij het ziekenhuis. Na de hervorming deed de kapel eerst dienst als voorraadschuur. In 1610 werd er weer een kerk van gemaakt. In 1618 kerkten de contraremonstranten er tijdelijk, tot zij de Sint-Janskerk kregen toegewezen. In 1624 werd het de Waalse kerk van Gouda. In 1817 werd het de kerk van de rooms-katholieken, totdat zij in 1879 de beschikking kregen over de Kleiwegkerk. Daarna deed het gebouw enige tijd dienst als opslagruimte van een plaatselijke bierbrouwer. Maar, na een rechterlijke uitspraak dat de kapel gemeentelijk eigendom was, werden stadsarchief en librije hier ondergebracht. Na de restauratie in 1979 en 1980 werd de kapel in de oorspronkelijke staat teruggebracht. Sinds die tijd doet de kapel dienst als expositieruimte van het Museum Gouda, waarmee het rechtstreeks verbonden is.